# Nahicevan (oraș)
Nahicevan  (în azeră Naxçıvan) este un oraș din Azerbaidjan, fiind capitala republicii autonome cu același nume, Nahicevan. Este situat pe râul Araks și este un important nod de comunicații. În oraș se află un aeroport. Industria este reprezentată de industria alimentară (vinuri), a mobilei, electrotehnică, a tutunului, materialelor de construcție. 
Nahicevan este unul dintre cele mai vechi orașe din regiunea Caucazului (peste 3.000 de ani). În sec. VIII-X era un puternic centru comercial; din 1828 a trecut de la Persia la Imperiul Rus. În 1991 orașul avea 61,7 mii locuitori.